# Charles Simons
Charles Simons (27 de setembro de 1906 - 5 de agosto de 1979) foi um futebolista belga que competiu na Copa do Mundo FIFA de 1934.